# Vino de Australia

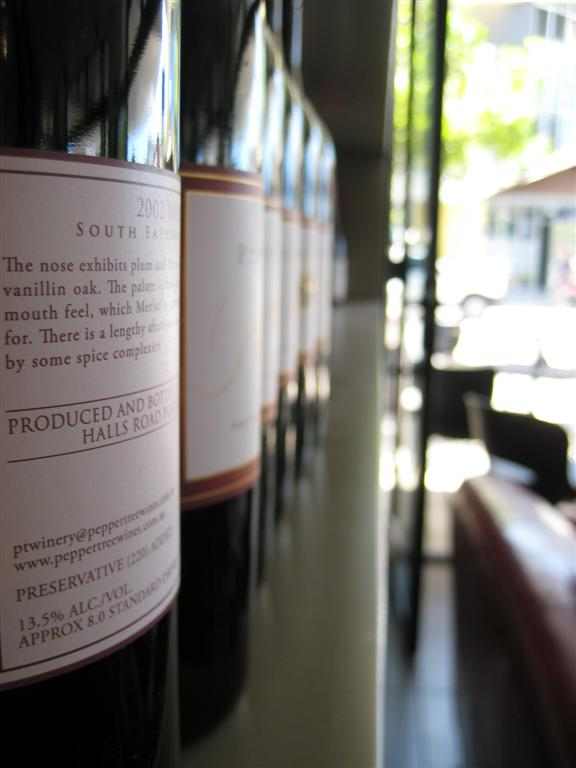
Selección de vinos australianos.

La industria del vino australiano es una de las más notables a nivel mundial, siendo la cuarta mayor exportadora de vino con aproximadamente 750 millones de litros al año para el mercado de exportación internacional con sólo un 40% de la producción para consumo nacional. La industria vitivinícola es un importante contribuyente a la economía australiana a través de la producción, el empleo, las exportaciones y el turismo.
El vino se produce en todos los estados, con más de 60 regiones vitivinícolas designadas por un total de aproximadamente 160.000 hectáreas; Sin embargo, las regiones vinícolas de Australia se encuentran principalmente en el sur, las partes más frías del país, con viñedos ubicados en Australia Meridional, Nueva Gales del Sur, Victoria, Australia Occidental, Tasmania y Queensland.